# 존 크라이어
존 크라이어(Jon Cryer, 1965년 4월 16일 ~ )는 본명이 조너선 나이븐 크라이어(Jonathan Niven Cryer)인 미국의 배우, 각본가, 연출가이다. 크라이어는 그레천 크라이어와 데이비드 크라이어의 아들로, 1984년 로맨틱 코미디 영화 《내 사랑 로라》로 영화 데뷔를 하였다. 크라이어가 지명도를 크게 쌓은 작품은 존 휴스 감독의 1986년 영화 《핑크빛 연인》이다. 1988년, 크라이어는 영화 《Went to Coney Island on a Mission from God... Be Back by Five》의 제작과 각본을 맡았다.
크라이어는 영화에서 주연으로 명성을 얻었지만 텔레비전에서 명성을 얻기 위해서 몇 년이 걸렸다. 《더 페이머스 테디 Z》, 《파트너즈》, 《더 트러블 위드 노멀》과 같은 드라마에 출연하였지만, 드라마는 오래가지 못 했다. 2003년, CBS의 드라마 《두 남자와 1/2》에 앨런 하퍼 역으로 출연하고 있으며, 이 작품으로 프라임타임 에미상에서 2009년과 2012년에 수상하였다.

## 성장 과정
크라이어는 1965년 4월 16일 뉴욕에서 배우이자 극작가인 어머니 그레천 크라이어와 배우이자 가수인 아버지 데이비드 크라이어 사이에서 태어났다. 아버지 데이비드는 원래 교역자가 되려고 했었다. 친할아버지 도널드 W. 크라이어는 감리교 목사이다. 로빈과 셸리라는 이름을 가진 두 명의 여자 형제가 있다. 이복 남매로 해나 더글러스 크라이어가 있다.
크라이어가 12살이 되던 해, 배우가 되기로 결심을 한다. 이 말을 들은 어머니는 농담식으로 "배관공도 꽤 좋은 직업"이라고 하였다. 10대 시절에 크라이어는 배우 양성을 위한 여름 캠프인 스테이지도어 매너에 여름 방학 동안 여러 번 참가하였다. 1983년 뉴욕의 브롱크스 과학고등학교를 졸업하였다. 영화 감독이자 각본가인 보애즈 야킨과는 학급 친구였다. 크라이어는 대학교를 가지 않고, 런던의 왕립연극학교에서 연기를 공부하였다.

## 경력
크라이어가 처음으로 연기를 한 것은 매슈 브로더릭과 "매우 닮아서" 브로드웨이 연극 《터치 송 트릴로지》에 캐스팅되어 데이비드 역을 연기한 것이다. 1989년 닐 사이먼의 연극 《브라이튼 해변의 추억》에서 매슈 브로더릭의 대역을 맡았다. 1984년 당시 19세였던 크라이어는 로맨틱 코미디 영화 《내 사랑 로라》의 주연 찰스 커밍스 역으로 데뷔하였다. 브로더릭이 맡으려 했던 배역이었지만, 원래 감독으로 예정되었던 마틴 릿이 사망하자 크라이어로 교체되었다. 그 후 몇 텔레비전 영화에서 작은 역할들을 맡았고, 존 휴스 각본 영화 《핑크빛 연인》에 필 "더키" 데일 역을 맡아 각광받았다. 〈데일리 뉴스〉 인터뷰에서 크라이어의 어머니에 따르면, 당시 전세계 십대 소녀가 전화를 걸어 와 비명과 웃음을 자동 응답기에 남겼다고 한다. 1987년에 《슈퍼맨 4: 최강의 적》에서 악역 레니 루서 역을 맡았다. 1989년, 시트콤 《더 페이머스 테디 Z》에서 주연을 맡았지만, 혹평을 받고, 첫 번째 시즌만에 취소되었다.